# Europameisterschaften 1924
Als Europameisterschaft 1924 oder EM 1924 bezeichnet man folgende Europameisterschaften, die im Jahr 1924 stattfanden:
- Eishockey-Europameisterschaft 1924
- Eiskunstlauf-Europameisterschaft 1924
- Motorrad-Europameisterschaft 1924
- Ringer-Europameisterschaften 1924